# Скрупул
Скрупул (от латински: scrupulus – „малко остро камъче“) е древноримска мерна единица за тегло.

## В Древен Рим
В Древен Рим скрупулът се равнява на 1/24 унции или 1/288 от ас, което съответства на 1,137 g. Символът за скрупул е ℈. В скрупули обикновено се определяло теглото на римски сребърни монети: теглото на сестерция – 1 скрупул, денарий – 4 скрупула и т.н.
Освен това скрупул (квадратна децемпеда) в Древен Рим се нарича единица за измерване площ, равна на 1/288 югера (ок. 9 m²).

## Като аптечна мярка
Скрупул също се наричала изоставена аптечна мярка за маса и обем, равна на 20 грана (на латински: granum (зърно) = 0,0647989 g) или 1/3 от аптекарска драхма (ℨ). Руският аптечен скрупул е бил 1,244 g, а в английската мерна система 1 скрупул = 1,295 g.

## Преносен смисъл
В много европейски езици (романски, германски, славянски) се срещат думите „скрупули“,„скрупульозност“, образувани от скрупул (например, в английски език scruple, scrupulous, на френски scrupules, scrupuleux).